# Happier Than Ever: A Love Letter to Los Angeles
Happier Than Ever: A Love Letter to Los Angeles (bra: Happier Than Ever: Uma Carta de Amor para Los Angeles) ou simplesmente A Love Letter to Los Angeles é um filme-concerto de 2021 dirigido por Robert Rodriguez e Kerry Asmussen, estrelando a cantora e compositora estadunidense Billie Eilish. Apresenta performances de todas as 16 faixas do segundo álbum de estúdio de Eilish, Happier Than Ever, no anfiteatro Hollywood Bowl. Ela é acompanhada por outros músicos, incluindo seu irmão Finneas O'Connell e a Filarmônica de Los Angeles. Inspirado em filmes como Who Framed Roger Rabbit (1988) e Cool World (1992), A Love Letter to Los Angeles mistura ação ao vivo e animação.
Além de dirigir, Osborne trabalhou na animação em colaboração com Nexus Studios, Zoic Studios e Digital Frontier FX, misturando imagens de captura de movimento com técnicas de rotoscopia. As filmagens ocorreram por uma semana em Los Angeles, principalmente no Hollywood Bowl, sem público ao vivo devido à pandemia de COVID-19. A equipe tentou evitar que as apresentações parecessem muito semelhantes, então produziram paletas de cores e efeitos de iluminação distintos para cada música. Frequentemente, eles gravavam Eilish de curta distância, querendo criar uma sensação de intimidade entre ela e os telespectadores.
A Love Letter to Los Angeles foi lançado exclusivamente para o Disney+ em 3 de setembro de 2021. Os críticos elogiaram suas performances - que consideraram de qualidade semelhante ou melhor em comparação com as versões de estúdio das canções - bem como sua animação, cinematografia e cenário. Recebeu indicações para Melhor Filme de Austin no Austin Film Critics Association Awards de 2021, Melhor Filme Musical no 64º Grammy Awards e Melhor Vídeo Longform no MTV Video Music Awards de 2022.

## Trama
O filme começa mostrando uma versão bidimensional e animada da cantora e compositora estadunidense Billie Eilish em um estúdio de gravação. Pegando um microfone, ela sai do local e dirige um Porsche para visitar pontos turísticos de Los Angeles. Enquanto isso, sua versão live-action apresenta as faixas de seu segundo álbum de estúdio, Happier Than Ever, no Hollywood Bowl.
Eilish começa com a canção "Getting Older", coberta por uma iluminação azul enquanto a câmera gira ao seu redor. As luzes mudam para uma cor vermelho-laranja para "I Didn't Change My Number". Uma orquestra sinfônica a acompanha nas próximas duas apresentações, sendo a primeira "Billie Bossa Nova". Enquanto Eilish canta a próxima música, "My Future", uma tomada ampla mostra sua contraparte animada no telhado do Hollywood Roosevelt Hotel, olhando para o horizonte de Los Angeles e contemplando. A versão animada retorna ao seu Porsche para dirigir pela cidade em alta velocidade.
De volta ao Hollywood Bowl, a versão live-action de Eilish se prepara para uma apresentação de "Oxytocin". Enquanto ela canta a música, luzes vermelhas pulsam ao fundo; a tela fica em preto e branco durante dois versos, e ela canta algumas das falas finais. A noite passa e, na manhã seguinte, a versão animada de Eilish acorda e se encontra entre as nuvens, prestes a criar asas de anjo. Para "Goldwing", um coro infantil executa sua primeira estrofe, trecho de um hino religioso. Eles atuam como coristas para Eilish durante o resto do número, e a orquestra reaparece para fornecer acompanhamento para acompanhar a música eletrônica. O coro e a orquestra vão embora quando a próxima música, "Lost Cause", começa. A performance de Eilish é intercalada com fotos do Porsche enquanto ele viaja por Los Angeles à noite.
Durante "Halley's Comet", Eilish retorna com a orquestra para outro número, e ela olha para cima para ver o cometa homônimo passar pelo céu. Sua versão animada, sentada em um restaurante vazio, também percebe o cometa. Eilish oferece um interlúdio falado com "Not My Responsibility" e monólogos sobre a obsessão do público com sua aparência física. Mostrada como uma silhueta contra um fundo preto e vermelho, seu eu animado lentamente tira a roupa, é separada em clones bifurcados e submerge na água. Ela se levanta da água e então levita, após o que a câmera faz a transição de volta para sua versão live-action, prestes a apresentar "Overheated" com luzes vermelhas e fumaça ao seu redor. Com "Everybody Dies", a Eilish animada visita um cemitério, e a orquestra ajuda com os instrumentais.
Para "Your Power", Eilish faz um dueto com seu irmão Finneas O'Connell, que toca violão. Sua contraparte animada chega ao teatro Palladium, após o que os paparazzi se reúnem na entrada para tirar fotos. Close-ups do rosto de Eilish piscam repetidamente na tela enquanto ela canta "NDA" com vocais distorcidos, e a orquestra aparece uma última vez para "Therefore I Am". Durante a apresentação da faixa-título, a Eilish animada entra no Hollywood Bowl enquanto um holofote segue cada movimento dela. Ela percebe sua contraparte live-action, que a vê e sorri para ela, e se senta na primeira fila para assistir à apresentação. A live-action de Eilish bate cabeça e se debate pelo palco assim que a guitarra elétrica aparece na música. Ela fecha o filme com a despojada "Male Fantasy"; quando a música termina, flores aparecem por todo o Hollywood Bowl. A animada Eilish, ainda observando, desaparece de vista, com um sorriso no rosto.

## Elenco
- Billie Eilish - vocalista[2]
- Finneas O'Connell - irmão de Eilish e colaborador na música[3]
- Romero Lubambo – guitarrista[4]
- Gustavo Dudamel – maestro[5]
- Filarmônica de Los Angeles[5]
- Coro Infantil de Los Angeles[5]
- Andrew Marshall – baterista[6]